# Яркалов, Алексей Назарович
Алексей Назарович Яркалов  (настоящее имя — Хуснулла Хабибназарович Яркалов) 1920—1972) — участник  Великой Отечественной войны полный кавалер  ордена Славы.

## Биография
Родился 28 декабря 1920 года в деревни Инзелга (Уфимская губерния) в семье крестьянина. После окончания 7 классов работал слесарем-ремонтником на ватной фабрике.
В Красной армии с 19 сентября 1939 года. В боевых действиях, начал принимать участие с первых дней войны. За время войны, был ранен 5 раз. 4 сентября 1944 года при отражении контратак противника уничтожил 10 вражеских солдат. 16 сентября 1944 года награждён орденом Славы 3-й степени. 6—7  октября 1944 года взвод под командованием Яркалова, уничтожил: 1 танк, 3 огневые точки, 3 пулемёта и около 20 гитлеровцев. 30 ноября 1944 года награждён орденом Славы 2-й степени. В период с 14 по 18 января 1945 года под командованием Яркалова, было уничтожено: около 45 вражеских солдат, 4 огневые точки и 2 машины врага. 29 июня 1945 года награждён орденом Славы 1-й степени. Демобилизован в апреле 1947 года.
Жил в Ашхабаде. Во время землетрясения 1948 потерял семью. Работал монтажником в Душанбе. Умер в 1972 году.

## Награды
- Орден Славы I степени (29 июня 1945 — № 1403)[1]
- Орден Славы II степени (30 ноября 1944 — № 22678)
- Орден Славы III степени (16 сентября 1944 — № 223464)
- Орден Красной Звезды (15 июля 1944)[2]
- Медаль «За отвагу» (5 ноября 1943)
- Орден Отечественной войны I степени (1985)[3]